# نوادگان ادوارد سوم انگلستان

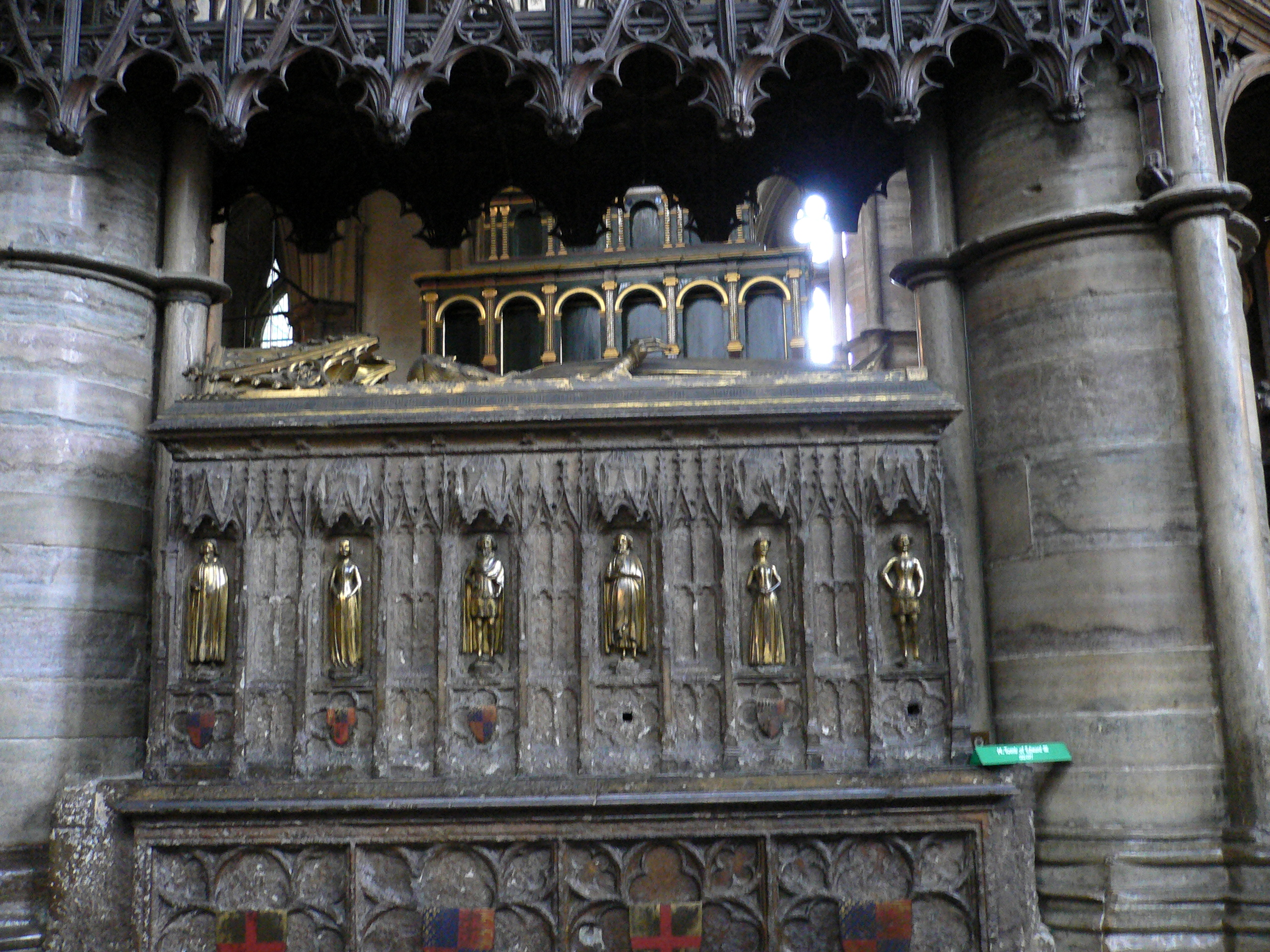
شش نفر از فرزندان ادوارد سوم به عنوان مجسمه‌های برنزی در قسمت جنوبی پایه‌های آرامگاه او در کلیسای وست‌مینستر به تصویر کشیده شده‌اند. ادوارد شاهزاده سیاه، ادموند لانگلی، ویلیام هتفیلد، لیونل آنتورپ، ماری بریتنی و جان تاور. در سمت شمالی آرامگاه تمثیل و مجسمه ۶ فرزند دیگری ظاهر گردیده که امروزه از بین رفته

ادوارد سوم انگلستان (انگلیسی: Edward III of England)، پادشاه انگلستان نیای بسیاری از دودمان‌های پادشاهی در اروپا است (و همچنین تعداد بسیار زیادی از دوک‌های انگلیسی، ارل‌ها و ویکونت‌ها) این موضوع از طریق فرزندانش لیونل آنتورپ، نخستین دوک کلارنس، جان گونت، نخستین دوک لنکستر، ادموند لانگلی، نخستین دوک یورک و توماس ووداستوک، نخستین دوک گلاستر حاصل گردیده. همهٔ اینها فرزندان مشروع ادوارد از همسرش فیلیپای انو بودند.
جنگ رزها یک درگیری میان جناح‌های مختلف از نوادگان ادوارد بود. فهرستی که در ادامه می‌آید تشریح‌کننده افرادی است که به حمایت از وراث مرد شجره‌نامه برخاستند که در طول نبرد در پی تاج و تخت بودند و همین‌طور نشانگر نقش پسرعموهای آن‌ها در این ماجرا است. قابل‌توجه‌ترین بازیگر عمده در این میان ریچارد نویل، شانزدهمین ارل واریک مشهور به واریک شاه ساز می‌باشد. ادموند بوفورت، چهارمین دوک سامرست و هنری پرسی، سومین ارل نورث‌آمبرلند و خانواده‌های آنها. در این میان نقش‌های قدرتمند و کمتر دیده شده‌ای هم وجود دارد که تعیین‌کننده بوده‌اند که از میان آن‌ها می‌توان به همفری استافورد، نخستین دوک باکینگهام و الیزابت وودویل و خانواده‌های آن‌ها اشاره داشت

## فرزندان
جنگ داخلی مشهور به جنگ رزها، نبردی بود بر سر تصاحب تاج و تخت پادشاهی انگلستان که میان فرزندان پادشاه ادوارد سوم و از طریق ۵ بازمانده پسر بالغ وی صورت گرفت. هر شاخه از این خانواده‌ها در رقابت برای رسیدن به تاج و تخت بر حسب عنوان ارشدی، مشروعیت یا جنسیت اجدادی بودند. در این میان با مرگ ریچارد دوم پلانتاژنه، خط ارشد نسب آن به پایان رسید اما نه تا قبل از اجرای حکم اعدام توماس ووداستوک به اتهام خیانت. وارثان احتمالی از طریق لیونل آنتورپ به نفع قدرت مورد علاقه خودشان یعنی هنری چهارم کنار رفتند. هنری چهارم فرزند جان گونت و نوه ادوارد سوم به حساب می‌آمد و بدین طریق ادامه دهنده نسل ادوارد سوم بود. این پادشاه لنکستری در ابتدای کار از ماجرای خیانت پسرعموی خود یعنی ادموند لانگلی (یورک) جان سالم به در برد اما در نهایت با یکدیگر ادغام شدند و خط توارثی (لیونل آنتورپ/ادموند لانگلی) در شخص ادوارد چهارم و به نفع وی که با همین عنوان پادشاه انگلستان گردید عزل شد.